# ليزر Nd:YAG

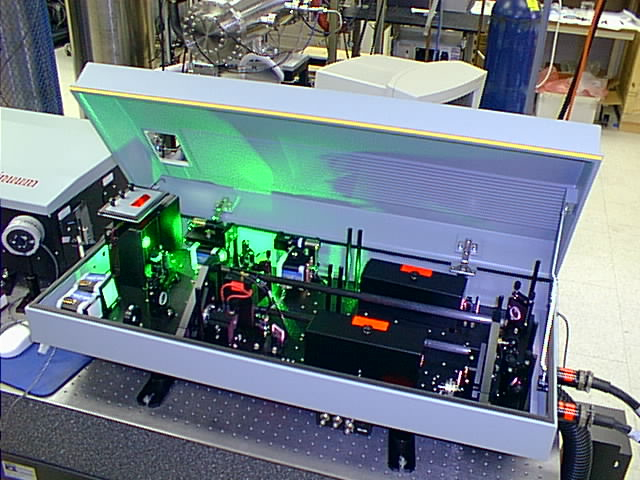
ليزر Nd:YAG بغطاء مفتوح يظهر الضوء الأخضر 532 نانومتر مضاعف التردد.

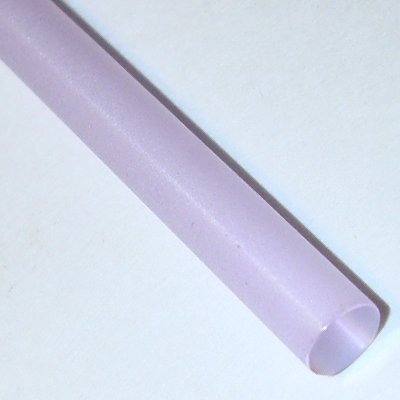
قضيب ليزر Nd:YAG

ليزر Nd: YAG هو ليزر يستخدم بلورة مفردة من Nd: YAG غارنيت الألومنيوم والإيتريوم المشبع بالنيوديميوم ؛ Nd: Y 3 Al 5 O 12  من أجل تأمين الوسط الليزري في ليزر الحالة الصلبة. عادةً ما يستبدل النيوديميوم المتأين ثلاثيًا،  Nd (III) ، بجزء صغير (1 ٪) من أيونات الإيتريوم في التركيب البلوري المضيف لعقيق الإيتريوم الألومنيوم (YAG) ، نظرًا لأن الأيونات فيهما بنفس الحجم. أيون النيوديميوم هو الذي يوفر نشاط الليزر في البلورة ، بنفس طريقة أيون الكروم الأحمر في ليزر الياقوت .
تم عرض عملية الليزر Nd: YAG لأول مرة بواسطة JE Geusic et al. في Bell Laboratories عام 1964.

## التقنية

تعمل أيونات النيوديميوم في أنواع مختلفة من البلورات الأيونية ، وكذلك في النظارات ، كوسط كسب ليزر ، عادةً ما ينبعث منها ضوء 1064 نانومتر من انتقال ذري معين في أيون النيوديميوم (أنظر الشكل) ، بعد "ضخها" في الإثارة من مصدر خارجي

يتم ضخ ليزر Nd: YAG بصريًا باستخدام أنبوب فلاشة أو صمامات ليزر . هذه هي واحدة من أكثر أنواع الليزر شيوعًا ، وتستخدم في العديد من التطبيقات المختلفة. عادةً ما ينبعث ليزر Nd: YAG ضوء بطول موجة 1064 نانومتر ، في الأشعة تحت الحمراء . ومع ذلك ، هناك أيضًا انتقالات بالقرب من 946 و 1120 و 1320 و 1440 نانومتر. تعمل ليزر Nd: YAG في الوضع النبضي والمستمر. يتم تشغيل الليزر النبضي Nd: YAG عادةً في ما يسمى بوضع Q-switching : يتم إدخال مفتاح ضوئي في تجويف الليزر في انتظار أقصى تحول لحزمة الشعاع في أيونات النيوديميوم قبل فتحه. ثم يمكن أن تمر الموجة الضوئية عبر التجويف ، مما يؤدي إلى التخلص من وسط الليزر المثار بأقصى تحول للحزمة . في وضع Q-switched هذا ، يتم تحقيق طاقات خرج تبلغ 250 ميغاواط ومدة نبضة من 10 إلى 25 نانوثانية. يمكن مضاعفة النبضات عالية الكثافة بشكل فعال لتوليد ضوء الليزر عند 532 نانومتر ، أو التوافقيات الأعلى عند 355 و 266 و 213 نانومتر.
Nd: YAG تمتص في الغالب في النطاقات الموجية بين 730-760 نانومتر و790-820 نانومتر. في كثافات التيار المنخفض ، يكون لمصابيح الكريبتون الفلاش ناتج أعلى في تلك النطاقات مقارنة بمصابيح الزينون الأكثر شيوعًا ، والتي تنتج المزيد من الضوء عند حوالي 900 نانومتر. وبالتالي ، فإن الأول أكثر كفاءة في ضخ ليزر Nd: YAG.
تختلف كمية النيوديميوم في المادة وفقًا لاستخدامها. بالنسبة لخرج الموجة المستمرة ، تكون المنشطات أقل بكثير من الليزر النبضي. يمكن تمييز قضبان CW المشوبة بشكل خفيف بصريًا بكونها أقل تلونًا ، بيضاء تقريبًا ، في حين أن القضبان المرتفعة التشويب تكون أرجوانية وردية. 
المواد المضيفة الشائعة الأخرى للنيوديميوم هي: YLF ( فلوريد الليثيوم الإيتريوم ، 1047 و 1053 نانومتر) ، YVO 4 ( الإيتريوم orthovanadate 1064 نانومتر) ، والزجاج . يتم اختيار مادة مضيفة معينة من أجل الحصول على التركيبة المرغوبة من الخصائص البصرية والميكانيكية والحرارية. يتم ضخ ليزر Nd: YAG والمتغيرات إما عن طريق أنابيب فلاش أو مصابيح تفريغ الغاز المستمر أو صمامات ليزر الأشعة تحت الحمراء القريبة ( ليزر DPSS ). أثبتت أنواع الليزر المستقر (PSL) Prestabilized laser من Nd: YAG أنها مفيدة بشكل خاص في توفير الحزم الرئيسية لمقاييس التداخل لموجات الجاذبية في تجارب استقبال الموجات الجاذبية ، مثل التجارب LIGO وVIRGO وGEO600 و TAMA . 

## التطبيقات

### الطب

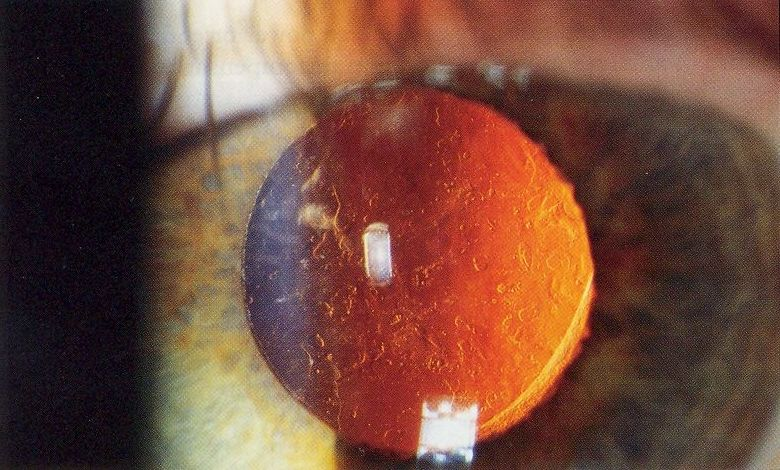
صورة المصباح الشقي لتعتيم المحفظة الخلفية المرئية بعد بضعة أشهر من زرع عدسة داخل العين ، تظهر عند الإضاءة الرجعية

يستخدم ليزر Nd: YAG في طب العيون لتصحيح عتامة المحفظة الخلفية ،  بعد جراحة الساد ، للقزحية الطرفية في المرضى الذين يعانون من الجلوكوما المزمن  وزرق انسداد الزاوية الحاد ،  حيث حل محل استئصال القزحية الجراحي إلى حد كبير ،  لعلاج عوامات العين الزجاجية ،  للتخثير الضوئي لعموم الشبكية في علاج اعتلال الشبكية السكري التكاثري ،  وفي علاج إتلاف شبكية العين في أبحاث طب العيون على الحيوانات.
Nd: ليزر YAG ينبعث منه ضوء عند 1064 nm هو الليزر الأكثر استخدامًا في العلاج الحراري الذي يسببه الليزر ، حيث يتم استئصال الآفات الحميدة أو الخبيثة في الأعضاء المختلفة بواسطة الحزمة.
في علم الأورام ، يمكن استخدام ليزر Nd: YAG لإزالة سرطانات الجلد. كما أنها تستخدم لتقليل عقد الغدة الدرقية الحميدة ،  وتدمير آفات الكبد الخبيثة الأولية والثانوية.
لعلاج تضخم البروستاتا الحميد ، يمكن استخدام ليزر Nd: YAG في جراحة البروستاتا بالليزر - وهو شكل من أشكال استئصال البروستاتا عبر الإحليل .
كما تستخدم هذه الليزر على نطاق واسع في مجال الطب التجميلي لإزالة الشعر بالليزر وعلاج عيوب الأوعية الدموية البسيطة مثل الأوردة العنكبوتية في الوجه والساقين. يستخدم ليزر Nd: YAG أيضًا لعلاج آفات الشفة الوريدية . تم استخدام ليزر Nd: YAG مؤخرًا لعلاج تشريح التهاب النسيج الخلوي في فروة الرأس ، وهو مرض جلدي نادر.
باستخدام منظار الرحم ، تم استخدام ليزر Nd: YAG لإزالة الحاجز الرحمي داخل الرحم.
في علاج القدم ، يتم استخدام ليزر Nd: YAG لعلاج فطر الأظافر ، وهو عدوى فطرية في أظافر القدم. لم تتضح بعد مزايا العلاج بالليزر لهذه الالتهابات ، وتجري الأبحاث لإثبات فعاليتها.

### طب الأسنان
تم استخدام ليزر الأسنان Nd:YAG لإزالة تسوس الأسنان كبديل للعلاج بالحفر ، على الرغم من أن الأدلة التي تدعم استخدامه منخفضة الجودة. كما تم استخدامها في جراحات الأنسجة الرخوة في تجويف الفم ، مثل استئصال اللثة ،  التنضير اللثوي اللثوي ،  LANAP ،  وبضع اللب . أثبت ليزر Nd: YAG أيضًا فعاليته في علاج فرط حساسية الأسنان والوقاية منها ،  كعامل مساعد لأجهزة اللثة ،  ولعلاج التهاب الفم القلاعي المتكرر.

### التصنيع
يستخدم ليزر Nd: YAG في التصنيع للنقش أو الحفر أو نقش مجموعة متنوعة من المعادن والبلاستيك ، أو لعمليات تحسين سطح المعدن مثل ثقب الليزر . تستخدم على نطاق واسع في تصنيع قطع ولحام الفولاذ وأشباه الموصلات والسبائك المختلفة. وبالنسبة لتطبيقات السيارات (قطع الصلب واللحام) ، تكون مستويات الطاقة عادةً بين 1-5 كيلوواط. يستخدم حفر السبائك الفائقة (لأجزاء التوربينات الغازية) عادةً ليزر Nd: YAG النبضي (نبضات ميلي ثانية ، وليس Q-switched). يتم استخدام ليزر Nd: YAG أيضًا لعمل علامات تحت السطح في مواد شفافة مثل الزجاج أو الزجاج الأكريليكي . يستخدم ليزر يصل إلى 2  كيلوواط للصهر الانتقائي للمعادن بالليزر في تصنيع الطبقات المضافة. في تطبيقات الفضاء ، يمكن استخدامها لحفر ثقوب تبريد لتحسين كفاءة تدفق الهواء العادم و الحرارة. 
تُستخدم ليزر Nd: YAG أيضًا في عملية التشكيل السريع غير التقليدية للنماذج الأولية المصممة بالليزر (LENS).
عادةً ما يستخدم ثقب الليزر طاقة عالية (10 إلى 40 جول) نبضة من 10 إلى 30 نانوثانية. يركز شعاع الليزر على قطر يصل إلى بضعة ملليمترات لإيداع جيجاوات من الطاقة على سطح جزء ما. يختلف ثقب الليزر عن عمليات التصنيع الأخرى من حيث أنه لا يسخن أو يضيف مواد ؛ إنها عملية ميكانيكية للعمل البارد للمكون المعدني لنقل الضغوط المتبقية الانضغاطية. يستخدم ثقب الليزر على نطاق واسع في المحركات التوربينية التي تعمل بالغاز في كل من الفضاء وتوليد الطاقة لزيادة القوة وتحسين المقاومة للتلف والإجهاد المعدني .

### ديناميات الموائع
يمكن استخدام ليزر Nd: YAG لتقنيات تصور التدفق في ديناميات الموائع (على سبيل المثال قياس سرعة صورة الجسيمات أو التألق الناجم عن الليزر ).

### الفيزياء الحيوية
يستخدم ليزر Nd: YAG بشكل متكرر لبناء ملاقط بصرية للتطبيقات البيولوجية. هذا لأن ليزر Nd: YAG ينبعث في الغالب بطول موجة 1064 نانومتر. العينات البيولوجية لها معامل امتصاص منخفض عند هذا الطول الموجي ، حيث أن العينات البيولوجية تتكون في الغالب من الماء. على هذا النحو ، فإن استخدام ليزر Nd: YAG يقلل من الأضرار التي لحقت بالعينة البيولوجية قيد الدراسة.

### السيارات
يعمل باحثون من المعاهد الوطنية اليابانية للعلوم الطبيعية على تطوير أجهزة إشعال بالليزر تستخدم رقائق YAG لإشعال الوقود في المحرك بدلاً من شمعة الإشعال . يستخدم الليزر عدة نبضات بطول 800 بيكو ثانية لإشعال الوقود ، مما ينتج عنه اشتعال أسرع وأكثر اتساقًا. يقول الباحثون أن مثل هذه المشعلات يمكن أن تسفر عن أداء أفضل واقتصاد في استهلاك الوقود مع انبعاثات ضارة أقل.

### الجيش

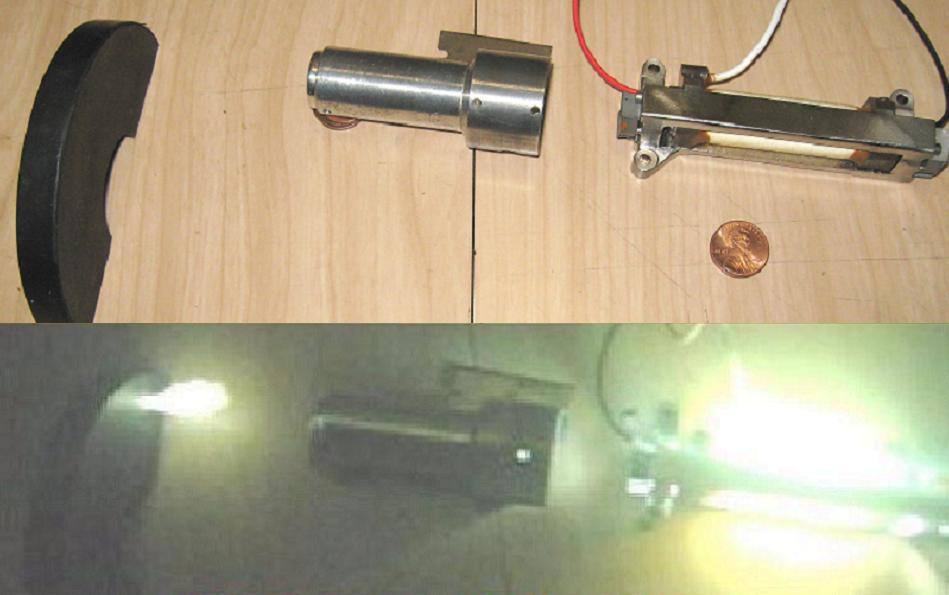
الفائض العسكري Nd: YAG ليزر إطلاق محدد المدى. ينطلق الليزر من خلال ميزاء ، ويركز الشعاع ، الذي ينفخ ثقبًا من خلال كتلة مطاطية ، ويطلق دفقة من البلازما.

ليزر Nd: YAG هو أكثر أنواع الليزر شيوعًا المستخدمة من مصممي الليزر ولأجهزة تحديد المدى بالليزر .
خلال الحرب الإيرانية العراقية ، عانى الجنود الإيرانيون من أكثر من 4000 حالة إصابة في العين بالليزر ، بسبب مجموعة متنوعة من المصادر العراقية بما في ذلك أجهزة ضبط المدى للدبابات.
الطول الموجي 1064  nm لـ Nd: YAG يُعتقد أنه خطير بشكل خاص ، لأنه غير مرئي والتعرض الأولي غير مؤلم.
يستخدم سلاح الليزر الصيني ZM-87 الذي يسبب العمى ليزرًا من هذا النوع ، على الرغم من أنه تم إنتاج 22 فقط بسبب حظره بموجب اتفاقية أسلحة تقليدية معينة . وبحسب ما ورد استخدمت كوريا الشمالية أحد هذه الأسلحة ضد المروحيات الأمريكية في عام 2003.

### مطيافية تجويف الحلقة السفلية (CRDS)
يمكن استخدام Nd: YAG في تطبيق التحليل الطيفي للتجويف الدائري ، والذي يستخدم لقياس تركيز بعض المواد الممتصة للضوء.

### مطياف الانهيار الناجم عن الليزر (LIBS)
يتم استخدام مجموعة من ليزر Nd: YAG في تحليل العناصر في الجدول الدوري. على الرغم من أن التطبيق في حد ذاته جديد إلى حد ما فيما يتعلق بالطرق التقليدية مثل XRF أو ICP ، فقد ثبت أنه يستهلك وقتًا أقل وخيارًا أرخص لاختبار تركيزات العناصر. يركز ليزر Nd: YAG عالي الطاقة على سطح العينة لإنتاج البلازما . يتم التقاط الضوء من البلازما بواسطة مقياس الطيف ويمكن تحديد الأطياف المميزة لكل عنصر ، مما يسمح بقياس تركيزات العناصر في العينة. 

### ضخ الليزر
تستخدم ليزرات Nd: YAG ، بشكل أساسي من خلال التوافقيات الموجية الثانية والثالثة ، على نطاق واسع لإثارة صبغة الليزر إما في الحالة السائلة  أو الحالة الصلبة . تُستخدم أيضًا كمصادر مضخة لليزر الحالة الصلبة الموسعة بالذبذبات مثل Cr <sup id="mwASY">4+</sup> : YAG أو عبر التوافقي الثاني لضخ ليزر الياقوت Ti: الياقوت .

## ترددات إضافية
بالنسبة للعديد من التطبيقات ، يتم مضاعفة ضوء الأشعة تحت الحمراء أو مضاعفته باستخدام مواد بصرية غير خطية مثل ترايبورات الليثيوم للحصول على الضوء (532) نانومتر ، أخضر) أو ضوء فوق بنفسجي . يولد بورات الليثيوم السيزيوم التوافقيات الرابعة والخامسة من Nd: YAG 1064 نانومتر الطول الموجي الأساسي . مؤشر الليزر الأخضر عبارة عن ليزر الحالة الصلبة Nd: YVO <sub id="mwATc">4</sub> المضخوخ بالديود ( ليزر DPSS ) مضاعف التردد. Nd: YAG يمكن أيضًا جعلها تتأرجح في الطول الموجي غير الرئيسي. الخط عند 946  نانومتر يتم استخدام بشكل نموذجي في ليزر DPSS "مؤشر الليزر الأزرق" ، حيث يتم مضاعفته إلى 473 نانومتر.

## الخصائص الفيزيائية والكيميائية لـ Nd: YAG

### خصائص بلورة الياج
- الصيغة: Y 3 Al 5 O 12
- الوزن الجزيئي: 596.7
- الهيكل البلوري: مكعب
- الصلابة: 8-8.5 (موس)
- نقطة الانصهار: 1970 درجة مئوية (3540 درجة فهرنهايت)
- الكثافة: 4.55 جم / سم 3

### معامل الانكسار لـ Nd: YAG
| الطول الموجي (ميكرومتر) | مؤشر n (25 درجة مئوية) |
| ----------------------- | ---------------------- |
| 0.8                     | 1.8245                 |
| 0.9                     | 1.8222                 |
| 1.0                     | 1.8197                 |
| 1.2                     | 1.8152                 |
| 1.4                     | 1.8121                 |
| 1.5                     | 1.8121                 |

### خصائص Nd: YAGعند 25 درجة مئوية (مع 1٪ من التشويب)
- الصيغة: Y 2.97 Nd 0.03 Al 5 O 12
- وزن Nd: 0.725٪
- ذرات Nd لكل وحدة حجم: 1.38 × 10 20 / سم 3
- حالة الشحن من Nd: 3 +
- الطول الموجي للانبعاث: 1064 نانومتر
- الانتقال: 4 F 3/2 → 4 I 11/2
- مدة التألق: 230 ميكروثانية
- الموصلية الحرارية: 0.14 واط · سم −1 · كلفن .1
- السعة الحرارية النوعية: 0.59 J · g −1 · K −1
- التمدد الحراري: 6.9 × 10 −6 K −1
- d n / d T : 7.3 × 10 −6 K −1
- معامل يونغ: 3.17 × 10 4 K · g / mm −2
- نسبة بواسون: 0.25
- مقاومة الصدمات الحرارية: 790 واط · م −1

## اقرأ أيضا
- نمط (فيزياء)